# Galaretówka Amansa
Galaretówka Amansa (Gelidium amansii) - gatunek krasnorosta z rodziny galaretówkowatych. Występuje w Oceanie Spokojnym i Indyjskim.
Plecha w kolorze czerwonym, typy osiadłego o długości do 25 cm. Jest sztywna i pierzasto rozgałęziona. 
Plecha wykorzystywana jest do produkcji agar-agar.